# Notofagina
Notofagina es una dihidrochalcona. Es un C-vinculado a floretin glucósido encontrado en el rooibos (Aspalathus linearis)
and Nothofagus fusca (the New Zealand red beech).  Es un antioxidante fenólico.